# Spiritfarer
『Spiritfarer』（スピリットフェアラー）は、カナダのインディーゲームスタジオThunder Lotus Gamesが開発し2020年8月18日に発売されたゲームソフト。

## 概要
迷える魂を死後の世界へ送り届ける役割を担う「スピリットフェアラー」となった主人公ステラ（Stella）が船で大海の島々を巡る旅の物語。旅先で出会う擬人化された動物の姿の魂をステラは船に迎え入れ、生前の後悔や悩みに関する話を傾聴して様々なケアを行い死に臨む準備を整えたのちに、世界の中心にある新天地への入り口「エバードア（Everdoor）」へ導いていく。
発売以降、新たな魂などを追加する無料大型アップデートが3回にわたり行われ、最終アップデートが適用されたバージョンは『Spiritfarer: Farewell Edition』のタイトルを用いている。

## システム
本作の主なシステムは、船上で農作物を育てたり魂が滞在する建物や各種施設を建築・改築したりなどするライフシムパートと、下船した島でアイテムを見つけたりクエストをこなしたりなどする探索パートに分かれており、これらは、ステラを操作するサイドビューのアクションゲームの形式になっている。2人同時プレイに対応しており、2人目のプレイヤーはステラの相棒である猫のダフォディル（Daffodil）を操作する。また、海上の移動は海図で目的地を指定することで行い、船で時間をかけて移動する。造船所で対価や指定アイテムを渡すと、船のサイズの拡大、新たな建築物の追加、流氷地帯や濃霧地帯を通過可能にする改造、航行速度を上昇させる改造が行われる。
ゲームが進行する中で魂から渡されるアイテム「オボル（obol）」を一部の島にある祠の前で消費することにより、ステラとダフォディルは以下の能力を会得する。
- 空中ジャンプ - ジャンプ中にもう一度ジャンプできる。
- 滑空 - 空中で滑空できる。
- ジップライン - ワイヤーが張られている場所で高速移動できる。
- ダッシュ - 瞬間的に前方へ飛び出して長距離移動する。再度使用するには数秒のクールダウンが必要。
- ライト・バースト - 周囲に光を放ち、灯台に光をともしたり一部のミニゲームで敵を倒したりする。再度使用するには数秒のクールダウンが必要。
- 道具の改良 - 採掘と釣りを行う時の能力が向上する。ライト・バーストと兼用。

## 登場人物
- ステラ (Stella)

- グウェン (Gwen)
- アトゥル (Atul)
- サマー (Summer)
- アリス (Alice)
- アストリッド (Astrid)
- ジョバンニ (Giovanni)
- グスタフ (Gustav)
- スタンリー (Stanley)
- ブルース＆ミッキー (Bruce & Mickey)
- バック (Buck)
- エレナ (Elena)

- リリー (Lily)
- ダリア (Daria)
- ビバリー (Beverly)
- ジャッキー (Jackie)

- シャロン (Charon)
- アルバート (Albert)
- セオドア (Theodore)
- フランシス (Francis)
- アレックス (Alex)

- オルガ (Olga)
- マーシャ (Masha)
- イリーナ (Irina)
- スーザン (Susan)
- ハデス (Hades)

## 開発
本作の開発は、ギリシア神話における冥界の神のカロンとステュクス川の話をスタジオジブリの宮崎駿監督映画のような世界の中で展開させるというコンセプトのもと進められた。また、農場シミュレーション要素について、他の同種ゲームで何のために作業をするのかと疑問を感じた経験から、自分ではなく他人のために作業をすることにし、ステラが魂に対して行う仕事と結びつけた。
Thunder Lotus Gamesが本作の前に発売した『Jotun』と『Sundered』も死に関する内容だったが、本作のアプローチはそれらとは異なっている。プロジェクトに途中から参加したディレクターのNicolas Guérinは以前にユービーアイソフトで『アサシン クリード リベレーション』の開発に携わっていたが、ゲーム内で多くの人を殺す作品内容だったこともあり、本作のプロジェクトが提示された際に、死は何を意味するのかについて考えるという概念がアイデアとして浮かんだと語っている。

## 評価
- The Game Awards 2020（英語版） 「Games for Impact」ノミネート[4]
- IGN's Game of the Year 2020 「Best Adventure/Puzzle Game」受賞[5]
- 第17回英国アカデミー賞ゲーム部門（英語版） 「アニメーション」ノミネート[6]
- 第24回D.I.C.E. Awards（英語版） 「アニメーション」ノミネート[7]